# 白點鬍鯰
白點鬍鯰，為輻鰭魚綱鯰形目塘虱魚科的其中一種，分布於亞洲越南及柬埔寨淡水流域，棲息在底層水域，生活習性不明。

## 扩展阅读
維基物種上的相關：白點鬍鯰